# اجتانی
اجتانی (به انگلیسی: Ajtani) یک منطقهٔ مسکونی در هند است که در پنجاب (هند) واقع شده‌است.